# محمد خوتیر زیتی
محمد خوتیر زیتی (عربی: محمد خوتير زيتي؛ زادهٔ ۱۹ آوریل ۱۹۸۹) بازیکن فوتبال اهل الجزایر است.
از باشگاه‌هایی که در آن بازی کرده‌است می‌توان به باشگاه فوتبال وفاق سطیف، باشگاه فوتبال القبائل، و باشگاه فوتبال قسنطینه اشاره کرد.
وی همچنین در تیم‌های ملی فوتبال زیر ۲۳ سال الجزایر و الجزایر بازی کرده‌است.